# Paganese Calcio 1983-1984
Questa voce raccoglie le informazioni riguardanti la Paganese Calcio nelle competizioni ufficiali della stagione 1983-1984.

## Stagione
La Paganese partecipa al girone D della Serie C2 1983-1984, classificandosi al 15º posto. Ottiene la salvezza solo all'ultima giornata dove con il pareggio ottenuto a Licata per 2-2, stacca di una lunghezza la Grumese, prima delle retrocesse.

## Divise e sponsor
| Casa | Trasferta | Terza Divisa |

## Organigramma societario
- Presidente:  Vincenzo Cascone
- Segretario:  Antonio Ferraioli
- Allenatore:  Renzo Aldi

## Rosa
| N. |                   | Ruolo | Calciatore             |
| -- | ----------------- | ----- | ---------------------- |
|    | Italia (bandiera) | P     | Giuseppe Della Porta   |
|    | Italia (bandiera) | P     | Andrea Magnani         |
|    | Italia (bandiera) | D     | Enrico Lanzi           |
|    | Italia (bandiera) | D     | Fabio Massimo Marcucci |
|    | Italia (bandiera) | D     | Sabatino Spanò         |
|    | Italia (bandiera) | D     | Luigi Tarallo          |
|    | Italia (bandiera) | C     | Ciro Biondi            |
|    | Italia (bandiera) | C     | Alfonso Califano       |
|    | Italia (bandiera) | C     | Paolo Chirco           |
|    | Italia (bandiera) | C     | Massimo Cocciari       |

| N. |                   | Ruolo | Calciatore             |
| -- | ----------------- | ----- | ---------------------- |
|    | Italia (bandiera) | C     | Luigi De Marinis       |
|    | Italia (bandiera) | C     | Maurizio Frediani      |
|    | Italia (bandiera) | C     | Carmine Lomonte        |
|    | Italia (bandiera) | C     | Dario Rasi             |
|    | Italia (bandiera) | C     | Francesco Spigariol    |
|    | Italia (bandiera) | A     | Gioacchino Bacchiocchi |
|    | Italia (bandiera) | A     | Santino Nuccio         |
|    | Italia (bandiera) | A     | Raffaele Polito        |
|    | Italia (bandiera) | A     | Giacomo Russo          |
|    | Italia (bandiera) | A     | Giuseppe Sapio         |

## Risultati

### Campionato

#### Girone di andata
| 19 settembre 1983 1ª giornata | Sorrento | 1 – 0 | Paganese |  |

| 26 settembre 1983 2ª giornata | Paganese | 1 – 1 | Alcamo |  |

| 2 ottobre 1983 3ª giornata | Reggina | 1 – 0 | Paganese |  |

| 9 ottobre 1983 4ª giornata | Paganese | 0 – 0 | Ercolanese |  |

| 16 ottobre 1983 5ª giornata | Grumese | 0 – 0 | Paganese |  |

| 23 ottobre 1983 6ª giornata | Paganese | 0 – 0 | Latina |  |

| 30 ottobre 1983 7ª giornata | Ischia Isolaverde | 6 – 0 | Paganese |  |

| 6 novembre 1983 8ª giornata | Paganese | 1 – 2 | Nocerina |  |

| 13 novembre 1983 9ª giornata | Turris | 3 – 0 | Paganese |  |

| 20 novembre 1983 10ª giornata | Paganese | 0 – 0 | Frattese |  |

| 27 novembre 1983 11ª giornata | Afragolese | 1 – 0 | Paganese |  |

| 4 dicembre 1983 12ª giornata | Paganese | 1 – 0 | Marsala |  |

| 11 dicembre 1983 13ª giornata | Frosinone | 0 – 0 | Paganese |  |

| 18 dicembre 1983 14ª giornata | Paganese | 0 – 0 | Lodigiani |  |

| 8 gennaio 1984 15ª giornata | Canicattì | 1 – 1 | Paganese |  |

| 15 gennaio 1984 16ª giornata | Siracusa | 1 – 0 | Paganese |  |

| 22 gennaio 1984 17ª giornata | Paganese | 1 – 3 | Licata |  |

#### Girone di ritorno
| 29 gennaio 1984 18ª giornata | Paganese | 0 – 0 | Sorrento |  |

| 5 febbraio 1984 19ª giornata | Alcamo | 1 – 1 | Paganese |  |

| 12 febbraio 1984 20ª giornata | Paganese | 0 – 0 | Reggina |  |

| 19 febbraio 1984 21ª giornata | Ercolanese | 3 – 0 | Paganese |  |

| 26 febbraio 1984 22ª giornata | Paganese | 2 – 0 | Grumese |  |

| 4 marzo 1984 23ª giornata | Latina | 1 – 0 | Paganese |  |

| 11 marzo 1984 24ª giornata | Paganese | 2 – 0 | Ischia Isolaverde |  |

| 18 marzo 1984 25ª giornata | Nocerina | 3 – 1 | Paganese |  |

| 1º aprile 1984 26ª giornata | Paganese | 1 – 0 | Turris |  |

| 8 aprile 1984 27ª giornata | Frattese | 2 – 1 | Paganese |  |

| 15 aprile 1984 28ª giornata | Paganese | 0 – 0 | Afragolese |  |

| 29 aprile 1984 29ª giornata | Marsala | 1 – 4 | Paganese |  |

| 6 maggio 1984 30ª giornata | Paganese | 1 – 1 | Frosinone |  |

| 13 maggio 1984 31ª giornata | Lodigiani | 2 – 1 | Paganese |  |

| 20 maggio 1984 32ª giornata | Paganese | 2 – 1 | Canicattì |  |

| 27 maggio 1984 33ª giornata | Paganese | 1 – 0 | Siracusa |  |

| 3 giugno 1984 34ª giornata | Licata | 2 – 2 | Paganese |  |